# Sebastião Luís de Oliveira
Sebastião Luís de Oliveira (Bicas, 2 de novembro de 1896 — ?, ?) foi um político brasileiro. Exerceu o mandato de deputado classista constituinte em 1934.
Filho de Manuel Luís de Oliveira e de Maria Luísa do Carmo, devido às dificuldades financeiras, não frequentou a escola por muito tempo e teve de trabalhar desde pequeno como operário.

## Carreira política
Mudou-se para o Rio de Janeiro em 1909, capital do Brasil à época, onde participou de várias associações trabalhistas. Foi procurador, presidiu a Sociedade dos Brasileiros Natos, secretário e ocupou a vice posição na presidência do Círculo dos Operários Municipais. Além de ter ocupado o mesmo posto na Sociedade de Resistência dos Trabalhadores em Trapiches e Café e, em determinado momento, foi presidente dessa mesma instituição. Por fim, esteve no cargo de secretário-geral da Federal, órgão que centralizava a atuação de parcelas relevantes da classe de trabalhadores cariocas.
Tornou-se deputado federal classista à Assembleia Nacional Constituinte em 1933, e participou de debates a respeito do salário mínimo, exame pré-nupcial e regulamentação das profissões. Ao ser promulgada a nova Constituição, em 16 de julho de 1934, e a transformada a Assembléia Constituinte em Congresso ordinário, Oliveira teve seu mandato prolongado até 5 de maio de 1935.